# جهاد اسلامی مصر
جهاد اسلامی مصر (به عربی: الجهاد الإسلامی المصری) یا الجهاد سازمان جهادی اسلامی است که در دهه ۱۹۷۰ بنیان‌گذاری شد. این سازمان به‌دلیل اتحاد با القاعده و طالبان تحت تحریم شورای امنیت سازمان ملل قرار دارد. و فعالیت آن در بسیاری از کشورها از جمله فدراسیون روسیه ممنوع است.
ترور انور سادات در ۲۶ اکتبر ۱۹۸۱ توسط خالد اسلامبولی از اعضای این سازمان انجام شد و جهاد اسلامی فلسطین نیز در ابتدا به عنوان شاخه‌ای از این سازمان ایجاد شده و فعالیت می‌کرد.
هدف اصلی جهاد اسلامی براندازی حکومت مصر و برقراری یک حکومت دینی در این کشور است. ایمن الظواهری که از سال ۱۹۹۱ رهبر این سازمان بود، در ژوئن ۲۰۰۱ ادغام رسمی این سازمان با متحد دیرینه‌اش القاعده به رهبری اسامه بن لادن و تشکیل سازمانی جدید به نام قاعدة الجهاد را اعلام کرد.

## تاریخچه
پیدایش الجهاد یا تنظیم الجهاد ریشه در جنبش اخوان المسلمین دارد و با اتحاد دو گروه اسلام‌گرای مصری؛ یکی در قاهره به رهبری یک مهندس الکترونیک به نام عبدالسلام فرج و دیگری در مصر علیا شکل گرفت.
فرج رهبر سازمان «جهاد» را مهم‌ترین رکن دین می‌دانست و آن را به دفاع در مقابل هجوم کفار منحصر نمی‌کرد. بلکه از نظر او هر سرزمینی که با قوانینی غیر از قوانین اسلام اداره می‌شد، سرزمین کفار محسوب شده و حاکمان آن مستوجب مرگ بودند. این حکم سردمداران مصر را نیز دربرمی‌گرفت که قوانین کشور را عمدتاً از قوانین اروپایی اقتباس کرده و بر این مبنا اداره می‌کردند.